# Stamatios Nikolopoulos
Stamatios Nikolopoulos (em grego:  Σταμάτιος Νικολόπουλος; nasceu? – faleceu?) foi um ciclista grego. Ele competiu nos Jogos Olímpicos de Verão de 1896, em Atenas, ganhando duas medalhas de prata.